# Aija
A cidade peruana de Aija é a capital da Província de Aija, situada no Departamento de Ancash, pertencente a Região de Ancash, Peru.